# José Moreira da Silva
José Moreira da Silva (* 8. Juni 1953 in Ponte Alta, Santa Catarina) ist ein brasilianischer Geistlicher und römisch-katholischer Bischof von Porto Nacional.

## Leben
José Moreira da Silva studierte von 1971 bis 1981 Philosophie und Theologie am Erzdiözesanseminar Santo Antônio in Juiz de Fora. Am 17. Januar 1982 empfing er die Priesterweihe für die Diözese Porto Nacional. Er war von 1982 bis 1984 Pfarrvikar der Pfarrei Nossa Senhora dos Remédios in Arraias-TO. Er war Pfarrer von Nossa Senhora da Conceição in Campos Belos-GO (1984–1996), von Nossa Senhora D’Abadia in Gurupi-TO (1996–1999), von Nossa Senhora das Mercês Cathedral (1999–2006), von Nossa Senhora D’Abadia in Taguatinga-TO (2006–2007) und von Santo Antônio in Guripi-TO (2008). Außerdem war er Pfarradministrator von Nossa Senhora Aparecida in Combinado-TO (2006–2007), Vizerektor des Kleinen Seminars, Diözesankoordinator für Pastoral, Mitglied des Konsultorenkollegiums, des Presbyteriums und des Diözesanrats für wirtschaftliche Angelegenheiten.
Papst Benedikt XVI. ernannte ihn am 12. November 2008 zum Bischof von Januária. Der Apostolische Nuntius in Brasilien, Erzbischof Lorenzo Baldisseri, spendete ihm am 17. Januar des nächsten Jahres die Bischofsweihe; Mitkonsekratoren waren Geraldo Vieira Gusmão, Bischof von Porto Nacional, Romualdo Matias Kujawski, Koadjutorbischof von Porto Nacional, und Alberto Taveira Corrêa, Erzbischof von Palmas. Als Wahlspruch wählte er MISERICORDIA IN VERITATE.
Am 14. Dezember 2022 ernannte ihn Papst Franziskus zum Bischof von Porto Nacional. Die Amtseinführung erfolgte am 17. Januar 2023.